# Purépero
Purépero è un comune del Messico, situato nello stato di Michoacán.